# Tillandsia concolor
Tillandsia concolor là một loài thuộc chi Tillandsia. Đây là loài đặc hữu của México.

## Giống
- Tillandsia 'Billy Boy'
- Tillandsia 'Comet'
- Tillandsia 'Cooloola'
- Tillandsia 'Cuicatlan'
- Tillandsia 'Curra'
- Tillandsia 'Diana'
- Tillandsia 'Elisa'
- Tillandsia 'Gunalda'
- Tillandsia 'Hilda Arriza'
- Tillandsia 'Impression Perfection'
- Tillandsia 'Jackie Loinaz'
- Tillandsia 'KimThoa Aldridge'
- Tillandsia 'Perfectly Peachy'
- Tillandsia 'Phoenix'
- Tillandsia 'PJ's Prize'
- Tillandsia 'Redy'
- Tillandsia 'Toolara'
- Tillandsia 'Widgee'